# Stefano Bernini
Stefano Bernini (Castel San Giovanni, 26 dicembre 1936 – Carpaneto Piacentino, 18 dicembre 1994) è stato un allenatore di calcio e calciatore italiano, di ruolo centrocampista.

## Caratteristiche tecniche

### Giocatore
Mezz'ala ambidestra, era particolarmente dotato dal punto di vista fisico, il che gli consentiva di eseguire un duplice lavoro di costruzione del gioco e rottura di quello altrui.

## Carriera

### Giocatore
Ha esordito in Serie C poco più che sedicenne con la maglia del Piacenza, che lo aveva prelevato dalla SAS, società dilettantistica locale. Nella stagione 1954-1955 viene mandato in prestito al Pavia, con cui debutta nel campionato di Serie B realizzando una doppietta, il 27 febbraio 1955 sul campo della Salernitana. A fine stagione torna agli emiliani, con cui esplode nel campionato di Serie C 1955-1956, realizzando 10 reti.
In seguito alla retrocessione in quarta serie, passa al Messina con cui gioca tre stagioni in Serie B; nel dicembre 1957 viene squalificato per otto mesi, per aver fomentato un'invasione di campo da parte del pubblico nel corso della partita interna contro il Modena. Nel 1959 viene acquistato dal Palermo per 17 milioni di lire: con la maglia rosanero ha giocato in Serie A nella stagione 1959-1960 (23 presenze e 4 reti), nella squadra allenata da Čestmír Vycpálek, diventando uno dei beniamini della tifoseria palermitana. Rimasto anche in Serie B, nella stagione 1960-1961 contribuisce alla promozione con 35 presenze e 7 reti, in compagnia dell'altro piacentino Piero Ferri.
Nel 1962, dopo aver disputato una nuova stagione al Messina (37 presenze e 3 reti), ridiscende in Serie C, con la maglia del Novara; nel novembre 1963 passa in compartecipazione al Monza, in Serie B, dove rimane per altre due stagioni tra i cadetti. Nell'ottobre 1966, a 30 anni, torna al Pavia, con cui vince un campionato di Serie D, realizzando la rete decisiva ai fini della promozione, all'ultima giornata contro l'Ivrea. Disputa la sua ultima stagione ad alto livello nel successivo campionato di Serie C, senza poter evitare la retrocessione della formazione pavese, e quindi chiude la carriera nel Pro Piacenza.
In carriera ha collezionato 23 presenze e 4 reti in Serie A (tutte con il Palermo), e 223 presenze con 28 reti in Serie B, con le maglie di Pavia, Messina e Monza.

### Allenatore
Smessi i panni del calciatore, ha allenato diverse formazioni delle province di Piacenza e Pavia (Lugagnanese, Vigolo, Gragnano, Pro Piacenza, Vogherese, Bobbiese, San Nicolò, Pontenurese).

## Palmarès

### Giocatore

#### Competizioni nazionali
- Serie D: 1

Pavia: 1966-1967